# Ulica Lubelska w Kraśniku
Ulica Lubelska – jedna z ważniejszych ulic w Kraśniku w dzielnicy Kraśnik Stary. Na odcinku od ulicy Narutowicza do ulicy Jagiellońskiej jest przeznaczona dla ruchu lokalnego, a na odcinku od Narutowicza do Podwalnej jest jednokierunkowa. Na pozostałym odcinku od Jagiellońskiej do przejazdu kolejowo-drogowego (granica miasta) jest przeznaczona dla ruchu tranzytowego i jest częścią drogi wojewódzkiej nr 833, a także alternatywą dla omijającej centrum miasta drogi krajowej nr 19. Ulica ma długość 2,8 km.
Na odcinku ulicy od ulicy Jagiellońskiej do Kolejowej funkcjonuje komunikacja miejska i kursują następujące linie MPK Kraśnik: 1, 2, 7, 9 oraz 14.
Nazwa ulicy nawiązuje do drogi wylotowej na Lublin.